# Podtochovice
Podtochovice (též Dolní Tochovice, německy Unter Tochowitz) jsou osada, součást obce Tochovice v okrese Příbram. Nachází se uprostřed trojúhelníku tvořeného vesnicemi Tochovice, Stará Voda a Hořejany, u Zákosteleckého rybníka, asi 15 km jižně od Příbrami.
V Podtochovicích je registrováno 17 čísel popisných. Protéká tudy Hrádecký potok, levostranný přítok řeky Skalice. Prochází tudy silnice III/0305a. Nachází se zde kříž.